# Anthony Rodriguez (judoka)
Anthony Rodriguez (ur. 4 listopada 1979) – francuski judoka. Olimpijczyk z Pekinu 2008, gdzie zajął 21. miejsce w wadze półśredniej.
Wicemistrz świata w 2007; piąty w 2005. Drugi w zawodach drużynowych w 2002 i 2006. Startował w Pucharze Świata w latach 1999-2001 i 2003-2008. Zajął piąte miejsce na mistrzostwach Europy w 2005; a także zdobył złoty medal w zawodach drużynowych w 2004 roku.

## Letnie Igrzyska Olimpijskie 2008
| Konkurencja | Eliminacje             | Klas. końcowa |
| Konkurencja | Przeciwnik I           | Miejsce       |
| ----------- | ---------------------- | ------------- |
| 81 kg       | Óscar Cárdenas (CUB) P | 21.           |